# Нађрабе
Нађрабе (мађ. Nagyrábé) град је у Мађарској. Нађрабе је један од градова у оквиру жупаније Хајду-Бихар.

## Географско положај
Покрива површину од 85,42 km2 (33 sq mi) и има популацију од 2.136 људи (2015).
Насеље се налази у блатно пољском делу округа Бихар, између Беретћоујфалуа и Пишпекладања, на скоро једнакој удаљености (отприлике 18-20 километара) од оба града.
Само два насеља су заиста близу његовог насељеног подручја, Бихарданчхаза са северо-северозапада и Бихарторда са северо-североистока, али се њена периферија протеже далеко од центра, углавном ка северу и истоку. На овај начин се граничи са Шапом на северу, Баконсегом на истоку, Жакаом на југоистоку, Дарвашом на југу, Физешђарматом на југозападу, Бихарнађбајом на западу и Барандом на северозападу, а не баш близу Фелдеша на северу.

## Историја
Нађрабе је село које припада Нагђшарету. Према доказима археолошких налаза, локалитет села датира још од пре нове ере. Утврдило се да је био насељен још у 26. век п. н. е. Острвца која вире из трске и мочвара такође су били погодни за становање и били су насељени од стране Мађара у време досељавања у ове пределе. Нађрабе се први пут помиње у „Варадском регеструму” 1215. године, под именом Рабе. Према локалној причи, прво станиште Нађирабеа је изграђено на острву Беретћо. Прво документовано помињање у Варади Регеструму, као веће насеље, је из 1332. године. Тада је већ имао цркву и пароха.
Село је дуго било у власништву породице Рабе, касније га је кратко поседовао и Иштван Вербечи, а у 16. веку власници су били Бајони.
Турци су два пута рушили Рабу заједно са црквом, али је она обнављана. (Ретсентмиклош и Данчхаза, насеља која су била готово спојениа, са којима су Рабесови заједно саградили цркву, потпуно су збрисана са лица земље „сејдијском буном“ 1659. године). Чак ни током Ракоцијеве борбе за слободу, место није у потпуности насељено.

## Становништво
Током дуге, скоро осмовековне историје, село је било остало насељено место. Њено становништво, после протеривања Турака у XVII. веку, почела је да динамично расте крајем 20. века, са 1.192 становника 1785. године, 2.101 1869. године, а почетком 20. века у њему је већ живело више од три хиљаде људи, а на врхунцу раста, у време пописа 1949. године, у њему је живело већ 3.814 људи. Док је 1970. године овде живело близу 3.000 људи, 1. јануара 2015. године село има 2.136 становника. Нађрабе је дом ромске мањине од око двеста шездесет људи, која чини око 10-15 одсто становништва.
Током пописа из 2011. године, 86,5% становника се изјаснило као Мађари, а 6,5% као Роми (13,5% се није изјаснило, због двојног идентитета, укупан број може бити већи од 100%). 
Верска дистрибуција је била следећа: римокатолици 3,1%, реформисани 54,5%, неденоминациони 17,9% (23,6% није одговорило).
На дан 1. јануара 2021. године стално становништво насеља је износило 2.059 људи.
На дан 1. јануара 2022. године стално становништво насеља је износило 2.022 лица.